# Utopische Literatur

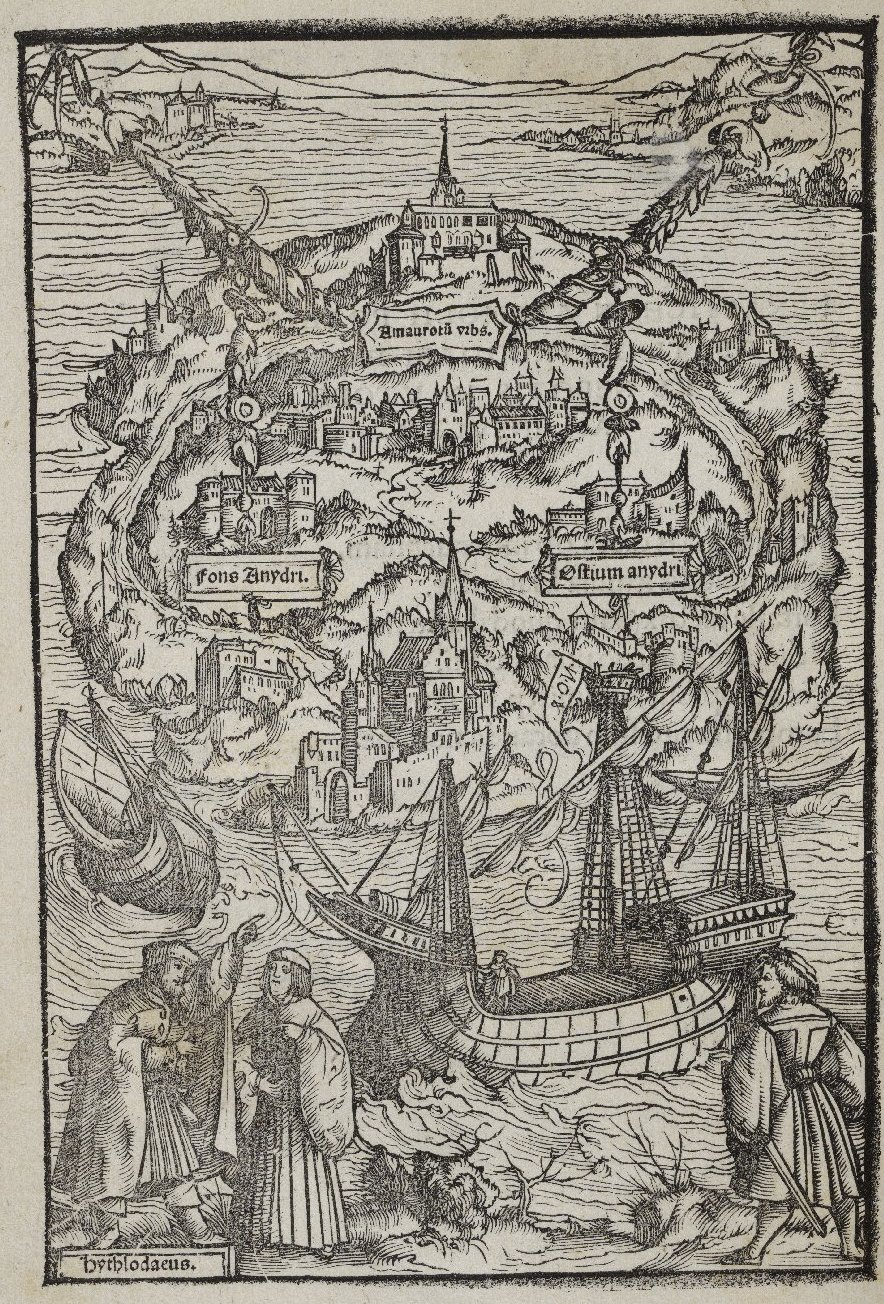
Der Roman Utopia, 1518 (Illustration) von Thomas Morus: Namensgeber für die utopische Literatur.

Utopische Literatur ist die Bezeichnung für eine Gattung von literarischen Werken, die sich mit einer idealen Gesellschaft befassen, deren Realisierung für die Zukunft als denkbar möglich vorgestellt wird.
Der tatsächlichen, aktuellen politischen und gesellschaftlichen Wirklichkeit gegenübergestellt, übernimmt die Utopie eine Vorbildfunktion. Diese beinhaltet sowohl Ideengespinste der abstrakten als auch real mögliche konkrete Utopien. Im Gegensatz hierzu dient die Anti-Utopie, auch Dystopie genannt, der Abschreckung.
Nachfolgender Artikel befasst sich mit einzelnen literarischen Werken, denen konzeptionell die Idee der Utopie zugrunde liegt und deren literarische Inhalte folglich maßgeblich von ihr beeinflusst sind.

## Utopia
Utopia ist der Titel eines um 1516 veröffentlichten Romans des Humanisten Thomas Morus (Thomas More), der namensgebend für die utopische Literatur war (Originaltitel: De optimo rei publicae statu deque nova insula Utopia, „Vom besten Zustand des Staates und der neuen Insel Utopia“).
Der Name „Utopia“ stammt von den griechischen Wörtern ou (kein) und topos (Ort) und bedeutet so viel wie „Nichtort“. Im Englischen ergibt sich außerdem ein Wortspiel zum griechischen eu (gut) + topos also „guter Ort“. Es geht in Morus’ Werk somit um den Entwurf einer idealen Gesellschaft, die es so in der Realität nicht gibt und die als Hintergrundfolie für die Kritik an der bestehenden gesellschaftlichen und politischen Ordnung dient.

## Utopischer Roman
Ein utopischer Roman ist ein literarisches Werk, das sich mit einer idealen Gesellschaft oder Staatsform beschäftigt, die es nicht gibt. Wenn auch der Begriff „Utopie“ von dem Roman Utopia des englischen Humanisten Thomas Morus stammt, so ist das Urbild aller Utopien Platons Staat, die Beschreibung einer idealen Form menschlichen Zusammenlebens, die zwar denkbar, aber nicht realisierbar ist.
Kennzeichen eines utopischen Romans im traditionellen Sinne ist, dass er eine geschlossene Gesellschaft (zum Beispiel auf einer Insel oder in ferner Zukunft) beschreibt.
Daniel Defoes Robinson Crusoe ist eine Sonderform der Utopie, die charakteristisch für das vom Pietismus geprägte frühe 18. Jahrhundert ist. Hier wird ein einzelner Mensch auf eine Insel versetzt, auf der er sich selbst versorgen lernt und seine Seele den pietistischen Idealen gemäß im per Tagebuch geführten Zwiegespräch mit Gott ausbildet.
Im 20. Jahrhundert treten negative Utopien (siehe auch: Dystopie) hervor, in denen meist das Schreckensbild eines zukünftigen Staatswesens ausgemalt wird. Dazu zählen Orwells 1949 erschienener Roman 1984 oder Huxleys Schöne neue Welt (1932), die beide von Jewgeni Samjatins Roman Wir beeinflusst waren.

## Idealer Staat
Gedanklicher Ausgangspunkt der Utopie von Thomas Morus ist die philosophische Konzeption eines idealen Staates durch den griechischen Philosophen Platon (in seiner Politeia) als ein theoretisches Denkmodell, das beansprucht, allein aus logisch-rationalen Prinzipien abgeleitet das ideale Zusammenwirken der gesellschaftlichen Kräfte zum Wohle des Gemeinwesens zu konstruieren. Obwohl als Gegenbild zu einem idealen athenischen Staat gedacht, übt auch Platons „Atlantis“ in den Dialogen Timaios und Kritias eine utopische Faszination aus.
Außer Platons „Atlantis“ sind als weitere antike utopische Vorbilder Euhemeros’ „Panchaia“ (im Werk mit dem Titel Hiera Anagraphe), Theopompos’ „Meropis“ (im Werk mit dem Titel Philippika) und Iambulos’ Sonneninsel (das Werk hierzu ist nur fragmentarisch bei Diodor erhalten) zu nennen.

## Grundkonzeption
Die als klassisch zu bezeichnenden Vorläufer der modernen utopischen Literatur sind neben Thomas Morus’ Utopia (1516), Tommaso Campanellas Die Sonnenstadt (1623), Christianopolis (1619) von Johann Valentin Andreae und Francis Bacons Nova Atlantis (1626).
Die ursprüngliche Grundkonzeption der Utopie von einem idealen Staat beruhte auf der Abstraktion von den historisch gewachsenen, gegenwärtigen Machtverhältnissen, deren Resultate als willkürlich und strukturell Gewalt behaftet verstanden wurden und denen für die Zukunft kein langfristiger Bestand zuerkannt werden konnte – zumindest kein wünschenswerter. Der Macht der Realität wurde also der Geist entgegengestellt, dessen Vernunft und dessen Fantasie sich über die unvollkommene Bedingtheit des Gegenwärtigen erhob. Die beste aller denkbaren Welten fand danach jenseits des „Hier und Jetzt“ statt, wobei es unwichtig war, ob diese ideale Gegenwelt in einem vergangenen mythischen Zeitalter (Goldenes Zeitalter) oder an einem fernen märchenhaften Ort (Utopia) angesiedelt wurde.
Beispielhaft hierzu ist der Urvater der Utopie, Thomas Morus, aus seinem Werk zu zitieren. Geschärft an der Fähigkeit des Humanisten zu abstraktem, systematisch rationalem Denken, diente ihm Utopia als radikale und grundsätzliche Kritik an den damaligen gesellschaftlichen Verhältnissen. In diesem Sinne sprach der Verteidiger der Utopie, nachdem er in seinem utopischen Gegenbild unter anderem die Abschaffung des Privateigentums befürwortet hatte:
„So habe ich euch nun, so getreulich ich konnte, die Verfassung dieses Gemeinwesens beschrieben, das meines Erachtens nicht nur das beste, sondern auch das einzige ist, das diesen Namen verdient …“
„Ist das nicht ein ungerechtes und undankbares Gemeinwesen, das die Edlen, wie sie sich nennen, und die Goldschmiede (Anmerkung: die damaligen Bankiers) und andere verschwenderisch beschenkt … und das andererseits nicht die geringste Sorge trägt für arme Ackersleute, Kohlengräber, Taglöhner, Kärrner, Schmiede, Zimmerleute, ohne die es nicht bestehen könnte …“
„Nochmehr: Die Reichen, nicht zufrieden, den Lohn der Armen durch unsaubere persönliche Kniffe herabzudrücken, erlassen noch Gesetze zu diesem Zwecke. Was seit jeher unrecht gewesen ist, der Undank gegen die, die dem Gemeinwesen wohl gedient haben, das wurde durch sie noch scheußlicher gestaltet, indem sie ihm Gesetzeskraft und damit den Namen der Gerechtigkeit verliehen.“
„Bei Gott, wenn ich das alles überdenke, dann erscheint mir jeder der heutigen Staaten nur eine Verschwörung der Reichen, die unter dem Vorwand des Gemeinwohls ihren eigenen Vorteil verfolgen und mit allen Kniffen und Schlichen danach trachten, sich den Besitz dessen zu sichern, was sie unrecht erworben haben, und die Arbeit der Armen für so geringe Entgelt als möglich für sich zu erlangen und auszubeuten.“
Wie Hiltrud Gnüg in ihrem Aufsatz Zum Begriff der Utopie und des utopischen Romans bemerkte, stand am Beginn der utopischen Literatur die Vorstellung einer rational verfassten Staatsordnung, die in ihrem „besten Zustand“ eine glückliche Menschengesellschaft ermöglicht. Die als mangelhaft empfundene Realität ist nach dieser Betrachtung eine geschichtliche, die – durch egoistische, von Eigeninteressen geleitete falsche Gesetzgebung gewachsen – mittels der Anstrengung der Vernunft im Prinzip überwindbar ist. Die Utopie ist der „Appell, der Vernunft zu ihrem Recht in der Geschichte zu verhelfen.“
Einerseits entwickelte sich der Begriff der Utopie zur literarischen Gattung des „utopischen Staatsromans“ sowie der Gattung der Sozialutopien, wie sie unter anderem von den utopischen Sozialisten und ihren Nachfolgern vertreten werden, andererseits erfuhr er eine Ausweitung in der Science Fiction und Phantastik. Mit den sozialistischen, anarchistischen und feministischen utopischen Romanen der letzten 150 Jahre änderte sich die klassische Grundkonzeption eines jenseits geschichtlicher Entwicklungen imaginierten idealen Staates zu herrschaftsfreien Gesellschaftsentwürfen, die aus sozialen Bewegungen abgeleitet werden und sich im Prozess befinden.

## Inseln und ferne Welten
Schauplatz der ältesten Werke erzählender utopischer Literatur, allen voran das namensgebende Werk Utopia von Thomas Morus, ist meist eine Insel, die zeitgleich mit dem Erzähler, aber fast unerreichbar weit entfernt liegt. Diese Vorstellung ist im Zeitalter der Entdeckungen durchaus nachvollziehbar, wurden doch allenthalben neue Welten mit anderen Menschen und unbekannten Kulturen gefunden.
Daniel Defoes Robinson Crusoe ist in mancher Hinsicht an den utopischen Roman angelehnt und charakteristisch für das vom Pietismus geprägte frühe 18. Jahrhundert. Hier wird ein einzelner Mensch auf eine Insel versetzt, auf der er sich selbst zu versorgen lernt und seine Seele den pietistischen Idealen gemäß im per Tagebuch geführten Zwiegespräch mit Gott ausbildet. Im strengeren Sinne muss aber bezweifelt werden, dass es sich hier um eine Utopie handelt, weil kein ideales Gemeinwesen geschildert, sondern ein einzelnes Schicksal beleuchtet wird. Nicht umsonst wurde hier der Begriff der „Robinsonade“ geprägt. Der große Erfolg des Robinson Crusoe führte aber durchaus zu Versuchen, das utopische Thema mit der Robinsonade zu kombinieren: Johann Gottfried Schnabels Insel Felsenburg ist wohl das bekannteste Beispiel dafür.
Das vielleicht letzte Werk dieser Kategorie ist der Roman Erewhon von Samuel Butler (1872), das in einem Land spielt, das hinter einem nahezu unüberwindlichen Gebirge auf Neuseeland liegt.

## Zukunftsfantasien
Mit der vollständigen Entdeckung der Welt und dem Schließen der letzten weißen Flecken auf den Landkarten hat sich diese Art der utopischen Literatur überlebt. Stattdessen liegt die Hoffnung für eine bessere Welt nun in der Zukunft. Ein typisches Beispiel dafür ist der Roman Looking Backward (1888) des Amerikaners Edward Bellamy, dessen Erzähler am Ende des 19. Jahrhunderts in einen hundertjährigen Schlaf versinkt und erst im Jahr 2000 aufwacht. Er erlebt dort die gewaltigen Veränderungen, die seit seiner Zeit stattgefunden haben und eine ideale Gesellschaft produziert haben.
In eine ähnliche Richtung geht auch H. G. Wells in seinen Erzählungen und Romanen. Obwohl die meisten davon heute eher in die Kategorie Science-Fiction eingeordnet werden, als deren Mitbegründer Wells gelten kann, so gibt es doch auch hier Übergänge. Der Roman The Time Machine (Die Zeitmaschine) von 1894 stellt die Reise in eine ferne Zukunft dar, in der die Menschen das „Paradies auf Erden“ erreicht zu haben scheinen, sich dabei aber tatsächlich des wirklichen Menschseins benommen haben. Insofern greift H. G. Wells in diesem Werk schon auf die Dystopien (Anti-Utopien) der jüngeren Literatur voraus.

## Anti-Utopien
Während im neunzehnten und frühen zwanzigsten Jahrhundert die positive Wahrnehmung der technischen Entwicklung zur Leitidee der utopischen Literatur wurde, gaben die Ernüchterungen des krisenhaften Kapitalismus, das Scheitern der totalitären Staatsmodelle des Faschismus und des Kommunismus/Sozialismus sowie die Materialschlachten der Weltkriege den neuen Stoff für negative Utopien (Dystopie).
Nicht nur die Folgen politischer Fehlentwicklungen wie Totalitarismus (am bekanntesten ist hier George Orwells Roman 1984 aus dem Jahr 1948 – veröffentlicht 1949, ferner Walter Jens’ Roman Nein, Die Welt der Angeklagten, 1950), sondern auch fehlgeleiteter Wissenschaft werden in diesen Werken thematisiert. So zeigt Aldous Huxleys Roman Schöne neue Welt (engl. Original Brave New World, 1932) in einer auch heute noch beklemmend aktuellen Vision, was geschieht, wenn Wissenschaft über Ethik gestellt wird und das Streben nach persönlichem Glück der einzige Lebensinhalt ist. In vielerlei Hinsicht greift Huxley in diesem Roman die Ideen aus Platons Politeia auf. Dabei werden hier die Grenzen zur Science Fiction überschritten. Der britische Autor H. G. Wells schildert in seinem Roman Tono-Bungay, erschienen 1909, die Folgen des ungebremsten, weltweiten Kapitalismus und sieht mit seltener Klarheit die Weltwirtschaftskrise von 1929 voraus.

## Abgrenzung
Zu unterscheiden sind eine eher theoretisch konzeptionelle utopische Literatur, die unter anderem in konkrete Modelle des utopischen Sozialismus münden, und die romanhafte utopische Literatur, die in der Science-Fiction endet. Der utopische Roman ist somit eine der Wurzeln der Science-Fiction im 20. Jahrhundert. Science-Fiction zeichnet sich dadurch aus, dass technologische Entwicklungen im Vordergrund stehen – und erst in zweiter Linie oder auch gar nicht das Modell einer idealen Gesellschaft (Utopie) bzw. einer Schreckensherrschaft (Dystopie) beschrieben wird. Man kann zusammenfassen, dass längst nicht jeder Science-Fiction-Roman als utopischer Roman anzusehen ist.

## Beispiele
Utopien
- 1405: Das Buch von der Stadt der Frauen von Christine de Pizan
- 1516: Utopia von Thomas Morus
- 1534: „Abtei Thélème“, Kapitel 52–57 aus Gargantua von Francois Rabelais (siehe auch: Abtei Thelema)
- 1619: Christianopolis von Johann Valentin Andreae
- 1623: Der Sonnenstaat (La città del Sole) von Tommaso Campanella
- 1627: Nova Atlantis (Neu-Atlantis/The New Atlantis) von Francis Bacon
- 1656: Oceana von James Harrington
- 1668: The Description of a new World, called the Blazing World von Margareth Cavendish
- 1669: Scydromedia von Antoine Legrand
- 1726: In Gullivers Reisen (Gulliver’s Travels) von Jonathan Swift, der Abschnitt über die rationale Gesellschaft der Houyhnhm
- 1731–1741: Die Insel Felsenburg. Wunderliche Fata einiger Seefahrer von Johann Gottfried Schnabel; hrsg. 1828 von Ludwig Tieck
- 1754: Gesetzbuch der natürlichen Gesellschaft oder Der wahre Geist ihrer Gesetze zu jeder Zeit übersehen und verkannt. von Morelly
- 1755: Nachtrag zu Bougainvilles Reise. In: Philosophische Schriften von Denis Diderot
- 1762: A Description of Millenium Hall von Sarah (Robinson) Scott
- 1770: Das Jahr 2440. Ein Traum aller Träume. (L’An deux mille quatre cent quarante. Rêve s'il en fut jamais) von Louis-Sébastien Mercier
- 1795: In Aline und Valcour von Marquis de Sade, Die Südseeinsel Tamoe.
- 1798: Erscheinungen am See Oneida von Sophie la Roche
- 1808: Theorie der vier Bewegungen von Charles Fourier
- 1840: Voyage en Icarie von Étienne Cabet
- 1888: Ein Rückblick aus dem Jahre 2000 auf das Jahr 1887 (Looking Backward) von Edward Bellamy
- 1890: Freiland von Theodor Hertzka
- 1890: Mizora. A Prophecy von Mary (E. Bradley) Lane
- 1891: News from Nowhere von William Morris
- 1902: Altneuland von Theodor Herzl
- 1905: A Modern Utopia von H. G. Wells
- 1908: Der rote Planet von Alexander Bogdanow
- 1910: Die Weltensegler von Albert Daiber, Teil 1 Drei Jahre auf dem Mars, Teil 2 Vom Mars zur Erde (1914)
- 1915:  Herland von Charlotte Perkins Gilman – feministische Utopie
- 1930: Wenn wir 1918 … von Walter Müller
- 1946: Stern der Ungeborenen von Franz Werfel
- 1948: Walden Two von B. F. Skinner
- 1957: Atlas wirft die Welt ab von Ayn Rand
- 1962: Eiland (Island) von Aldous Huxley
- 1974: Planet der Habenichtse (The Dispossessed) von Ursula K. Le Guin
- 1975: Ecotopia von Ernest Callenbach
- 1987–2013: Die Kultur bzw. der Kultur-Zyklus von Iain Banks
- 1989: Amberland: ein Reisebuch von P. M.
- 1993: Er, Sie und Es (He, She, and It (1991)) von Marge Piercy
- 1994: Erzählungen in Future Primitive – The New Ecotopias, herausgegeben von Kim Stanley Robinson
- 1999: Weisser Mars oder Aufbruch zur Vernunft. Eine Utopie des 21. Jahrhunderts von Brian Aldiss in Zusammenarbeit mit Roger Penrose
- 2001: Eine Billion Dollar von Andreas Eschbach

Dystopien
- 1818: Frankenstein oder Der moderne Prometheus von Mary (Wollstonecraft) Shelley
- 1826: The Last Man von Mary Shelley
- 1872: Erewhon von Samuel Butler
- 1895: Die Zeitmaschine von H. G. Wells
- 1907: Die eiserne Ferse (The Iron Heel) von Jack London
- 1921: Wir von Jewgeni Samjatin
- 1932: Schöne neue Welt von Aldous Huxley
- 1940: Kallocain von Karin Boye
- 1948: 1984 von George Orwell
- 1950: Nein. Die Welt der Angeklagten von Walter Jens
- 1953: Fahrenheit 451 von Ray Bradbury
- 1954: Herr der Fliegen von William Golding
- 1957: Die Gelehrtenrepublik von Arno Schmidt
- 1964: Es ist nicht leicht, ein Gott zu sein von Arkadi und Boris Strugazki
- 1993: Die Parabel vom Sämann von Octavia E. Butler
- 1993: Hüter der Erinnerung von Lois Lowry
- 2008: Die Tribute von Panem von Suzanne Collins
- 2014: Aufstand der Denkcomputer, von Richard M. Weiner